# 蓝孔雀核地雷
蓝孔雀（英語：Blue Peacock），早名蓝兔（Blue Bunny），最早名为棕兔（Brown Bunny），是英国在1950年代的一个戰術核武器项目的开发代号。
该项目旨在于德国的北德平原部署一些10万吨TNT当量级核地雷，用以在苏联从从东面入侵时通过电线或八天的计时器引爆，从而“……不仅大面积的破坏设施和装备，且在足够长的时间里遏止敌人占领该受污染的地区……” 

## 设计
其设计基于空投核武器蓝色多瑙河，不同之处是蓝孔雀重达7300千克。其外壳包裹被高性能炸药所围绕的钚核心，并有两个引爆单元：外壳与弹头。它的钢制外壳相当之大，不得不在肯特郡七橡樹的一个砾石坑中进行户外测试。爆炸将产生超过180米深的弹坑。
因该炸弹部署后无看管，所以还加装了防篡改装置。其外壳被加压，并安装了压力和倾斜开关。该炸弹可通过三种方式引爆：一根长达3英里（4.8）的电缆，一个八天的定时器，以及防篡改装置。部署之后，蓝孔雀会在被移动、外壳失压或者内部被水充满的十秒内引爆。

## 项目历史
该项目于1954年由肯特郡霍爾斯特德堡的皇家军备研究与发展机构（RARDE）开发。
1957年7月，英國陸軍订购了10套蓝孔雀用于在德国使用，假称其是该地区部队的核动力装置。但最终，该项目于1958年2月被英國國防部取消。据判断，是因并无足够理由应对在盟国领土上预先部署和造成核辐射污染而导致的过高政治风险。
项目有关文件此后在英国国家档案馆保密存放。
2001年退休的英国核武器机构AWE（Atomic Weapon Establishment）的前雇员大卫·霍金斯，此后在2003年根据政府公开文件于《发现》杂志上发表了一篇与之相关的论文。
唯一一个现存的原型（已拆除核装置）目前是AWE机构历史的展品之一。

## 鸡动力核弹
该项目有一个技术问题，埋藏物在冬天会变得非常冷，该地雷的电子设备在地下存放几天后可能因太冷而无法运作。开发人员研究了多种方法来解决该问题，例如将炸弹裹在隔热材料中。而一项尤为引人注意的提议是在其中放入活鸡。鸡将被密封在外壳内，并提供食物和水，它们将能存活一周左右（与该武器的预期最大寿命相同）。这样，鸡的体温似乎足以使该地雷的部件保持在适当的温度。
该提议非常出人意料，以至于该项目的文件在2004年4月1日被解密时被当作一个愚人节玩笑。英國國家檔案館教育和翻译主管汤姆·奥利里（Tom O'Leary）对媒体回应说：“这确实像一个愚人节笑话，但它肯定不是。公务员不开玩笑。” 